# 都営トロリーバス

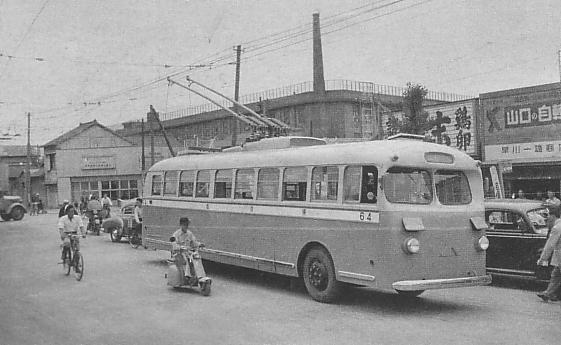
都営トロリーバス（1952年）

都営トロリーバス（とえいトロリーバス）は、東京都交通局が運営していた無軌条電車（トロリーバス）である。

## 概要
戦後復興期、上野公園から今井までと、亀戸 - 池袋 - 新宿 - 渋谷 - 品川の、ほぼ明治通りに沿った路線を運行していた。全線複線で、架線電圧は直流600V。
トロリーバスの場合は架線を敷設するだけで済むため、レールが必要な路面電車よりも簡易に敷設できることから新時代の交通機関として期待されたものの、大型バスの出現により採算が合わず、最終的には東京都交通局が財政再建団体に指定されたことに伴う再建計画により、都電ともども都営地下鉄および都営バスへの置き換えが決まり、開業から16年後の1968年に全廃となった。
踏切通過の際にはトロリーポール（集電装置）を架線から外し、補助ディーゼルエンジンで走行した。床下のモーターが浸水すると機能しなくなるため風雨や積雪などには弱く、積雪時もアースの関係からタイヤチェーンを巻けないために、タイヤチェーンを巻いた通常のエンジン駆動である作業用自動車がトロリーバスの前に先行するなどしていた。また、架線とトロリーポール保守、安全の観点から極力バック運転は行わなかった。
廃止時までワンマン運転はなされず、自動ドアの車両は存在していたが、すべての車両が中央部にドアを1つ設けたツーマン専用車で男性車掌が乗務していた。

## 沿革
東京市電気局では、1912年に浜松町工場でトロリーバスを試作した。この試作車は1912年4月14日付の東京朝日新聞に写真つきで紹介されており、車体は自動車のものを流用し、屋根は無く運転席上に櫓を組み立てそこに2本の集電用ポールを据え付けていた。浜松町工場から数寄屋橋車庫まで試運転をし結果は良好であったが、あくまでも試験車であり旅客営業用には使えないとしていた。
東京市がトロリーバスの営業運転を計画したのは1922年（大正11年）のことで、青山六丁目 - 明治神宮正門間の路線を計画していた。しかし、翌1923年（大正12年）に発生した関東大震災の影響で中止になってしまう。その後、昭和になると江東地区に延長6 kmのトロリーバス路線を申請したが、認可がおりなかった。
戦後になると交通量は増大し、都内交通は拡充を求められるようになる。しかし当時の燃料事情（ガソリン不足および価格高騰）からこれ以上のバス事業の拡張は困難であり、また軌道事業も巨額の建設費を必要とするところから同様に難しかった。そこで、建設費が低廉で動力も電気であるトロリーバスの建設が計画されることになった。計画の概要は新橋駅 - 品川 - 渋谷 - 池袋 - 亀戸駅間、上野公園 - 亀戸四丁目間、戸田橋 - 巣鴨駅間、東洗足 - 大崎広小路間、今井橋 - 亀戸駅間の5路線計65 km、定員72人のバス100台によりラッシュ時6分、日中に5 - 10分間隔で運行、建設費は5億5,000万円であった。そしてこの計画に基づき1949年（昭和24年）10月、運輸省に認可申請を行った。
ただし、この時点で先願者が3社あった。大和自動車交通が品川区北品川 - 江東区東陽町間、中央区日本橋小網町 - 木挽町間で都の出願した路線と重複する区間があった。西武鉄道（現・西武ホールディングス）が出願した新宿駅西口 - 荻窪駅北口間の路線には都電杉並線があるが、これは合併により西武鉄道所有の軌道になっていたものを戦時中に都が受託していたもので、この路線をトロリーバスで建設した上で都に譲渡するという目論見であった。京成電鉄も錦糸町 - 日暮里間の路線を出願していた。
運輸審議会では公聴会を開くなど審議を重ねたのち、1950年（昭和25年）10月になって都以外の出願を却下し、都は品川駅前 - 亀戸駅間、上野公園 - 亀戸四丁目間、今井橋 - 亀戸駅間が特許される運びとなった。この時却下された区間のうち、新橋駅 - 品川駅前間には都電1系統、東洗足 - 大崎広小路間は都営バス100系統、戸田橋 - 巣鴨駅間は都電志村線がそれぞれ既に存在していた。なお、都電杉並線は1951年（昭和26年）に都に譲渡されている（詳細は「都電杉並線#歴史」「都電志村線#歴史」参照）。
第一期工事として着工されたのは、特許となった上野公園 - 亀戸四丁目間と今井橋 - 亀戸駅間を1本にまとめた今井 - 上野公園間であった。この区間の一部は、他線と接続せず独立していた都電26系統（東荒川 - 今井橋）の代替路線として建設され、1952年（昭和27年）5月に50型20両により開業となった。一方、品川駅前 - 亀戸駅間の第二期工事は国鉄や東武鉄道、京成電鉄との平面交差（架線が交差する）や東急玉川線との並行路線の問題があり、調整に手間取り着工が遅れていた。異なる電圧（鉄道線1,500 Vとトロリーバス600 V）の平面交差の技術的方策として、以下の3案が提示された。
- 鉄道、トロリーバスとも惰性通過する案。
- 鉄道は惰性通過し、トロリーバスは普通通過する案。
- 電源切替装置により、通過する線に通電する案。

しかし、いずれの案も国鉄、東武、京成、運輸省監督局、建設省道路局等より了承を得られなかったため、やむを得ず平面交差を小型ディーゼルエンジンで通過できる300型と350型が製造されることになった。
なお、却下された戸田橋 - 巣鴨駅間については昭和30年代の後半になって、都営地下鉄三田線構想の基礎となる（詳細は「都営地下鉄三田線#建設経緯」参照）。

### 年譜
- 1922年（大正11年） : 東京市電気局は青山六丁目 - 明治神宮正門間の無軌道電車運転を計画するも関東大震災により計画は中止となる[5][1]。
- 1950年（昭和25年）10月26日 : 品川駅前 - 亀戸駅前間、今井橋 - 亀戸駅前間、上野公園 - 亀戸四丁目間の無軌条電車営業を、東京都へ特許するべきと運輸審議会が答申する[3]。
- 1951年（昭和26年）
  - 2月27日 : 東京都交通局が臨時トロリーバス建設室を設置[6]。
  - 5月20日 : 今井無軌条電車営業所を江戸川区江戸川4-3に設置[6]。
  - 11月：東京都が工事施工認可を申請[7]。
- 1952年（昭和27年）
  - 2月28日 : 工事着工[7]。
  - 5月20日 : 今井橋 - 上野公園間開業。料金は全線15円。都電26系統（一之江線）を廃止[6]。
- 1955年（昭和30年）
  - 6月1日 : 池袋駅 - 千駄ヶ谷四丁目間開業。戸山無軌条電車営業所を新宿区戸山43に設置[6]。
  - 12月27日 : 千駄ヶ谷四丁目 - 渋谷駅間開業[6]。
- 1956年（昭和31年）
  - 2月1日 : 料金改定。全線20円となる[6]。
  - 9月21日 : 渋谷駅 - 品川駅間開業[6]。
- 1957年（昭和32年）1月12日 : 池袋駅前 - 亀戸四丁目間開業[6]。
- 1958年（昭和33年）8月18日 : 池袋駅前 - 浅草駅前間開業[6]。計画路線全通。
- 1967年（昭和42年）
  - 10月1日 : 料金改定。全線30円となる[6]。
  - 12月11日 : 渋谷駅 - 品川駅間廃止（102系統短縮）[6]。
- 1968年（昭和43年）
  - 3月31日 : 渋谷駅 - 池袋駅 - 三ノ輪二丁目 - 亀戸四丁目間、三ノ輪二丁目 - 浅草雷門間廃止（102・103・104系統）。戸山無軌条電車営業所を廃止[6]。
  - 9月30日 : 今井 - 上野公園間廃止（101系統）。今井無軌条電車営業所を廃止[6]。トロリーバス事業廃止。

## 営業所
次の2営業所・1派出所の体制で営業していた。
- 今井無軌条電車営業所（江戸川区西瑞江四丁目）
現在は都営住宅と都営バスの折り返し場がある。組織としては江東営業所今井支所→江戸川営業所（初代）今井支所→臨海営業所→江戸川営業所臨海支所（はとバス管理委託）に引き継がれた。
- 戸山無軌条電車営業所（新宿区戸山三丁目）
現在は勤労福祉会館。組織としては渋谷営業所戸山支所を経て早稲田営業所に引き継がれた。
- 戸山無軌条電車営業所昭和町派出所（北区昭和町三丁目）
現在は公園と区民センター。組織としては滝野川営業所→北営業所に引き継がれた。

## 営業路線
- 101 : 今井 - 亀戸九丁目 - 亀戸駅 - 亀戸四丁目 - 太平町三丁目 - 押上 - 業平橋 - 言問橋 - 浅草二丁目 - 浅草観音 - 中入谷 - 鶯谷駅 - 上野桜木 - 根津一丁目 - 上野公園
  - 代替のバスとして今井 - 上野公園間を601系統として設置し、後に系統名を上26系統へ改定した[6]。1990年（平成2年）に亀戸駅で分断し、今井 - 亀戸駅間が亀26系統、亀戸駅 - 上野公園間は上26系統として継続されている。現在は亀26系統を臨海支所、上26系統を青戸支所が管轄し、両系統ともにはとバスに委託されている。
- 102 : 池袋駅 - 南池袋三丁目 - 四谷三光町（現・新宿伊勢丹前〈廃止時停留所名は新宿追分〉） - 渋谷区役所前 - 渋谷駅東口・渋谷駅西口 - 大橋 - 中目黒 - 大鳥神社 - 大崎広小路 - 五反田駅 - 御殿山 - 品川駅
  - 代替のバスとして池袋駅 - 渋谷駅を602系統として設置、1972年11月に系統番号を池86系統に改定した。渋谷駅以南は並行していた東京急行電鉄（現・東急バス）不動前営業所の品川線（現・渋41系統）に引き継がせる形で民間移譲。品川と五反田の間は、並行していた品川営業所の100系統で代替した。1978年（昭和53年）10月5日付で、渋谷駅東口 - 池袋サンシャインシティ間に延長した[6]。 その後は1990年7月に池袋側を東池袋四丁目発着に変更後、池袋駅東口発着になった。豊島区役所移転に伴い、現行では池袋サンシャインシティ - 渋谷駅東口間（循環）を都営バス池86系統、渋谷駅 - 大崎広小路間を東急バス渋41系統、大崎広小路 - 五反田駅間を反01・反11・渋72系統、五反田駅 - 御殿山 - 品川駅間を都営バス反96系統として運行している。池86系統は当初の戸山支所を経て現在は早稲田営業所が、反96系統は品川営業所が管轄している。東急バス側は反01系統が荏原営業所、反11系統は弦巻営業所、渋41と渋72系統は目黒営業所の管轄である。「都営バス港南支所#反90甲系統」も参照。
- 103 : 池袋駅 - 豊島区役所前（現：Hareza池袋前） - 西巣鴨 - 飛鳥山 - 王子駅 - 梶原 - 尾久駅 - 田端新町三丁目 - 新三河島駅 - 荒川区役所前 - 大関横丁 - 三ノ輪二丁目 - 泪橋 - 東向島三丁目 - 橘通り - 福神橋 - 亀戸四丁目 - 亀戸駅
  - 代替のバスとして池袋駅 - 亀戸駅間を603系統として戸山支所の管轄で開設したが、1971年（昭和46年）3月16日限りで廃止となった[6]。現在は、池袋駅東口 - 大関横丁間を草64系統、大関横丁 - 亀戸駅間を里22系統として運行している。
- 104 : 池袋駅 - 豊島区役所前 - 西巣鴨 - 飛鳥山 - 王子駅 - 梶原 - 尾久駅 - 田端新町三丁目 - 新三河島駅 - 荒川区役所前 - 三ノ輪二丁目 - 日本堤一丁目（現・吉原大門） - 浅草二丁目 - 浅草観音 - 浅草公園六区 - 浅草雷門
  - 代替のバスとして池袋駅 - 浅草雷門間を604系統として設置し、1971年（昭和46年）6月15日付で池袋駅（東） - 浅草寿町間の草64系統に改定し[6]、その後浅草地区における幾度の経路変更を経て、現在は池袋駅東口 - 東武浅草駅前 - 浅草雷門南間を運行している。担当は当初戸山支所だったが、その後は滝野川営業所→北営業所を経て現在は巣鴨営業所が担当している。

## 輸送収支実績
| 年度 | 乗車人員（人） | 収入（百万円） | 支出（百万円） | 損益（百万円） | 車両 | 路線距離 (km) |
| ---- | -------------- | -------------- | -------------- | -------------- | ---- | ------------- |
| 1952 | 6,882,047      |                |                |                | 20   | 15.5          |
| 1953 | 9,844,297      |                |                |                | 25   | 15.5          |
| 1954 | 11,163,551     |                |                |                | 25   | 15.5          |
| 1955 | 16,699,895     |                |                |                | 50   | 22.9          |
| 1956 | 21,980,680     | 340            | 331            | 9              | 80   | 47.7          |
| 1957 | 30,471,083     | 469            | 473            | ▲5             | 89   | 47.7          |
| 1958 | 33,278,089     | 506            | 535            | ▲28            | 102  | 51.4          |
| 1959 | 37,676,040     | 567            | 567            | 0              | 107  | 51.4          |
| 1960 | 38,431,391     | 577            | 577            | 0              | 112  | 51.4          |
| 1961 | 39,038,744     | 602            | 614            | ▲12            | 112  | 51.4          |
| 1962 | 39,258,180     | 634            | 694            | ▲60            | 121  | 51.3          |
| 1963 | 38,278,985     | 636            | 779            | ▲142           | 121  | 51.3          |
| 1964 | 36,959,095     | 669            | 826            | ▲157           | 121  | 51.3          |
| 1965 | 38,555,200     | 711            | 940            | ▲228           | 121  | 51.3          |
| 1966 | 35,656,579     | 669            | 1,022          | ▲363           | 121  | 51.3          |
| 1967 | 30,764,629     | 727            | 1,028          | ▲301           | 44   | 15.5          |
| 1968 | 5,210,908      | 294            | 388            | ▲94            | 44   | 15.5          |

- 東京都統計年鑑各年度版、営業収支は『東京都交通局60年史』320頁より。1952年 - 1955年の収支は軌道事業と合算のため省略

## 車両
6形式121両
- 50型 : 1952年製造 20両 中国・天津市への輸出用として製造されたが、朝鮮戦争の勃発により共産圏への電気機器の輸出が不可能となったため、都営トロリーバスで使用されることになった。日本国内への転用に当たり、中国向けに右側通行用となっていた乗降口や運転席を左側通行向けに変更する改造を行っている。
- 100型 : 1953年製造 5両
- 200型 : 1954 - 57年製造 39両
- 250型 : 1958 - 62年製造 15両
- 300型 : 1956 - 58年製造 34両
- 350型 : 1959 - 62年製造 8両

300型と350型は踏切通過用の補助ディーゼルエンジンを搭載。
全車、シャシは日野ヂーゼル工業（現在の日野自動車）、ボディは富士自動車工業（後の富士重工業伊勢崎製作所）が製造した。